# Collision Course (Album)
Collision Course (englisch für „Kollisionskurs“) ist ein Mashup-Album des US-amerikanischen Rappers Jay-Z und der US-amerikanischen Nu-Metal-Band Linkin Park. Es entstand im Rahmen von MTV Ultimative Mash-Ups und wurde am 29. November 2004 als CD und DVD veröffentlicht.

## Entstehung
Nachdem 2004 ein Mash-Up von Jay-Zs The Black Album und The Beatles’ White Album von DJ Danger Mouse sehr erfolgreich war, interessierte sich MTV für diese Art des Remix. So entstand die Idee, eine Mash-Up-Reihe aufzulegen. Dazu fragten sie Jay-Z, der sich interessiert zeigte und die Nu-Metal-Band Linkin Park ins Spiel brachte. Jay-Zs Manager kontaktierte die Band und man beschloss auf Drängen von Mike Shinoda, der von der Idee stark begeistert war, zu kollaborieren.
Die Band war zu dieser Zeit auf Tour und so verwendete Shinoda einen Laptop mit Aufnahme-Software, um drei Demos aufzunehmen und sandte sie an Jay-Z, der sich erneut begeistert zeigte. So entstand die Idee eine ganze EP aufzunehmen.
Für die Live-Shows wurden einige Parts etwas verändert, sodass sie besser zueinander passten. Als man sich dafür entschied, ein Album zu produzieren, wurden alle Songs auch neu aufgenommen. Die Aufnahmen dauerten vier Tage. Aber auch danach wurde die Zusammenarbeit von Mike Shinoda mit Jay-Z fortgesetzt. So fungierte Jay-Z 2005 als Executive Producer für das Debütalbum The Rising Tied von Shinodas Soloprojekt Fort Minor.
Aus der geplanten Mash-Up-Serie von MTV wurde indes nichts.

## Titelliste
| # | Titel                                           | Länge | Songwriter |
| - | ----------------------------------------------- | ----- | --- |
| 1 | Dirt Off Your Shoulder/Lying from You           | 4:05  | S. Carter, T. Mosley, Linkin Park                                                                                           |
| 2 | Big Pimpin’/Papercut                            | 2:36  | S. Carter, T. Mosley, K. Joshua, Linkin Park                                                                                |
| 3 | Jigga What/Faint                                | 3:38  | S. Carter, J. Burks, T. Mosley, Linkin Park                                                                                 |
| 4 | Numb/Encore                                     | 3:25  | Linkin Park, S. Carter, K. West                                                                                             |
| 5 | Izzo/In the End                                 | 2:45  | S. Carter, K. West, B. Gordy, A. Mizell, F. Perren, D. Richards, Linkin Park                                                |
| 6 | Points of Authority/99 Problems/One Step Closer | 4:56  | Linkin Park, S. Carter, R. Rubin, N. Landsberg, F. Pappalardi, J. Ventura, L. Weinstein, B. Squier, T. Marrow, A. Henderson |

Dazu gibt es außerdem eine DVD, die Liveperformances von allen Stücken beinhaltet.

## Singleauskopplungen
Als einzige Single wurde am 16. November 2004 Numb/Encore veröffentlicht. Diese wurde zu einem weltweiten Hit und erreichte in Irland die Spitze der Singlecharts. Auch in Deutschland, Österreich und der Schweiz wurden die Top Ten erreicht. Zudem kam Numb/Encore 2005 auf Platz 8 der österreichischen Jahrescharts. Außerdem wurde der Song im selben Jahr mit dem Grammy für “Best Rap/Sung Collaboration” ausgezeichnet. Bei der Verleihung traten Linkin Park und Jay-Z zusammen mit Paul McCartney auf. Chester Bennington und der Ex-Beatle sangen Yesterday, während Jay-Z einige Adlibs einbrachte.
Points of Authority/99 Problems/One Step Closer wurde in den USA als Promo-Single veröffentlicht, konnte dort jedoch keine Chartplatzierung erreichen.

## Kritiken
Die Kritik fiel teilweise sehr unterschiedlich aus. Während David Jeffries von Allmusic das Mashup lobte und  vergab, schrieb laut.de: „Die Kreativität ist tot, es lebe der Trend des Jahres.“ Nur Numb/Encore klinge ganz annehmbar. Auch das Magazin Rolling Stone kritisiert das Album und findet, dass Linkin Park nicht mit Jay-Z mithalten können und so den Spaß verderben. CDstarts.de lobt, die Stile harmonisierten sehr gut.

## Kommerzieller Erfolg

### Chartplatzierungen

#### Album
| ChartsChartplatzierungen       | Höchstplatzierung | Wochen |
| ------------------------------ | ----------------- | ------ |
| Deutschland (GfK)              | 5 (24 Wo.)        | 24     |
| Österreich (Ö3)                | 5 (23 Wo.)        | 23     |
| Schweiz (IFPI)                 | 2 (24 Wo.)        | 24     |
| Vereinigte Staaten (Billboard) | 1 (26 Wo.)        | 26     |
| Vereinigtes Königreich (OCC)   | 15 (17 Wo.)       | 17     |

| ChartsJahrescharts (2005)      | Platzierung |
| ------------------------------ | ----------- |
| Deutschland (GfK)              | 33          |
| Österreich (Ö3)                | 33          |
| Schweiz (IFPI)                 | 20          |
| Vereinigte Staaten (Billboard) | 26          |

#### Single
| Jahr | Titel       | Höchstplatzierung, Gesamtwochen, AuszeichnungChartplatzierungen (Jahr, Titel, , Platzierungen, Wochen, Auszeichnungen, Anmerkungen) | Höchstplatzierung, Gesamtwochen, AuszeichnungChartplatzierungen (Jahr, Titel, , Platzierungen, Wochen, Auszeichnungen, Anmerkungen) | Höchstplatzierung, Gesamtwochen, AuszeichnungChartplatzierungen (Jahr, Titel, , Platzierungen, Wochen, Auszeichnungen, Anmerkungen) | Höchstplatzierung, Gesamtwochen, AuszeichnungChartplatzierungen (Jahr, Titel, , Platzierungen, Wochen, Auszeichnungen, Anmerkungen) | Höchstplatzierung, Gesamtwochen, AuszeichnungChartplatzierungen (Jahr, Titel, , Platzierungen, Wochen, Auszeichnungen, Anmerkungen) | Anmerkungen                                                   |
| Jahr | Titel       | DE | AT | CH | UK | US | Anmerkungen                                                   |
| ---- | ----------- | --- | --- | --- | --- | --- | ------------------------------------------------------------- |
| 2004 | Numb/Encore | DE4 ×2Doppelplatin · (36 Wo.)DE | AT3 Gold · (29 Wo.)AT | CH10 (26 Wo.)CH | UK14 ×3Dreifachplatin · (71 Wo.)UK                                                                                                  | US20 ×3Dreifachplatin · (20 Wo.)US                                                                                                  | Erstveröffentlichung: 30. November 2004 Verkäufe: + 5.775.000 |

### Auszeichnungen für Musikverkäufe
| Land/Region                  | Auszeichnungen für Musikverkäufe (Land/Region, Auszeichnung, Verkäufe) | Verkäufe  |
| ---------------------------- | ---------------------------------------------------------------------- | --------- |
| Australien (ARIA)            | Platin                                                                 | 70.000    |
| Brasilien (PMB)              | Gold                                                                   | 50.000    |
| Dänemark (IFPI)              | Gold                                                                   | 20.000    |
| Deutschland (BVMI)           | Platin                                                                 | 200.000   |
| Frankreich (SNEP)            | Gold                                                                   | 100.000   |
| Irland (IRMA)                | 2× Platin                                                              | 30.000    |
| Japan (RIAJ)                 | Gold                                                                   | 100.000   |
| Kanada (MC)                  | 2× Platin                                                              | 200.000   |
| Neuseeland (RMNZ)            | 2× Platin                                                              | 30.000    |
| Österreich (IFPI)            | Gold                                                                   | 15.000    |
| Portugal (AFP)               | Gold                                                                   | 20.000    |
| Schweiz (IFPI)               | Platin                                                                 | 40.000    |
| Vereinigte Staaten (RIAA)    | 2× Platin                                                              | 2.000.000 |
| Vereinigtes Königreich (BPI) | Platin                                                                 | 300.000   |
| Insgesamt                    | 6× Gold · 12× Platin ·                                                 | 3.175.000 |

Hauptartikel: Jay-Z/Auszeichnungen für Musikverkäufe